# Шведунов, Алексей Иванович
Алексей Иванович Шведунов (11 декабря 1927, с. Благодарное, Казахская ССР, СССР — 3 августа 2010, Рубцовск, Алтайский край, Россия) — советский инженер-металлург и рационализатор, кандидат технических наук. Заслуженный рационализатор РСФСР (1967). Почётный гражданин города Рубцовска (2006).

## Биография
Родился 11 декабря 1927 года в селе Благодарное, Новороссийского района Актюбинской области Казахской ССР. С 1944 года в период Великой Отечественной войны после окончания средней школы А. И. Шведунов начал свою трудовую деятельность в должности рабочего Актюбинского завода ферросплавов.
С 1945 по 1950 годы проходил обучение в Уральском политехническом институте, по окончании которого получил специальность — инженер-металлурга. С 1950 года начал работать — мастером плавильного участка, позже был назначен старшим технологом и начальником технического отдела — заместителем начальника сталелитейного цеха Алтайского тракторного завода имени имени А. М. Калинина.
А. И. Шведунов был новатором производства, изобретателем (автор одного изобретения и соавтор 9 изобретений см. СО) и рационализатором высокой квалификации. С внедрением рационализаторских предложений А. И. Шведунова в производство, было улучшено качество выпускаемой продукции, повышалась производительность труда и улучшались условия труда, экономился металл и время плавок. А. И. Шведуновым (в соавторстве) был изобретён новый вид высококачественной низколегированной стали — 35-ГТРЛ и после внедрения этой стали в производство, экономический эффект составил около одного миллиона двести две тысячи рублей. А. И. Шведуновым было подано свыше тридцати рационализаторских предложений, от реализации которых экономический эффект составил свыше сто восемьдесят тысяч рублей. В 1967 году ему было присвоено звание — «Лучший рационализатор тракторного и сельскохозяйственного машиностроения». Был постоянным участником Всесоюзной выставки достижений народного хозяйства (ВДНХ СССР), за свои достижения был удостоен бронзовой медали ВДНХ.
25 марта 1963 года Указом Президиума Верховного Совета РСФСР «за заслуги в области рационализаторской деятельности» А. И. Шведунов первым на Алтайском тракторном заводе был удостоен почётного звания — Заслуженный рационализатор РСФСР.
В 1967 году в Уральском политехническом институте А. И. Шведунов защитил диссертацию на соискание учёной степени кандидата технических наук.
В 1971 году Указом Президиума Верховного Совета СССР «За выдающиеся достижения в труде» А. И. Шведунов был награждён Орденом Ленина.
Активно занимался общественно-политической деятельностью: дважды избирался депутатом Рубцовского городского Совета депутатов (2001-2008 годы), с 1994 по 1996 годы был избран депутатом первого созыва Алтайского краевого Совета народных депутатов.
В 2006 году «за большие заслуги перед городом Рубцовском» А. И. Шведунову было присвоено почётное звание — Почётный гражданин города Рубцовска.
Скончался 3 августа 2010 года в городе Рубцовске, Алтайского края.

## Награды
- Орден Ленина (1971)
- Бронзовая медаль ВДНХ

### Звание
- Заслуженный рационализатор РСФСР (25.03.1963[2])
- Почётный гражданин города Рубцовска (2006[1])